# Debt trader
Debt traders, handelaren in vorderingen of debt buyers zijn ondernemingen die (slecht of niet inbare) vorderingen kopen en innen. Hierdoor is het fenomeen gerelateerd aan incassopraktijk, en het zijn in veel gevallen ook incassobureaus die zich hiermee bezighouden. Kenmerkend is dat de debt trader de gehele vordering via een cessie koopt, waar een incassobureau meestal slechts een pandrecht op een vordering verkrijgt of handelt op basis van vertegenwoordiging. Debt traders kunnen individuelen, ondernemingen, SPVs of afdelingen van ondernemingen zijn.

## Werkwijze
Het fenomeen van het aankopen van slecht inbare vorderingen dient niet verward te worden met de reguliere incassopraktijk. Een debt trader krijgt de vordering gecedeerd, daar waar een incassobureau dit te riskant vindt. Uiteraard vertaalt dit risico zich in de prijs die de debt trader betaalt: de debt trader koopt een groot pakket vorderingen voor een prijs van enkele procenten (vaak 3-16%) van de gezamenlijke nominale waarde. Voor de verkoper betekent dit dat ze alsnog een klein winstje kunnen maken op vorderingen die reeds zijn afgeschreven.
Vervolgens zal de debt trader de debiteuren trachten te achterhalen en zo veel mogelijk schulden volledig trachten te innen. Uiteraard zal dit in de meeste gevallen niet lukken: de debiteur is failliet, gesaneerd, is overleden of heeft succesvol verweer. Toch hoopt de debt trader in totaal meer te kunnen innen dan de koopprijs. Het is mogelijk dat de debt trader niet zelf de vorderingen int, maar deze taak uitbesteedt aan een incassobureau. Sommige handelaren proberen de vorderingen met winst door te verkopen en zijn niet geïnteresseerd in inning.
Securitisatie-SPV's handelen vaak in vorderingen, zoals obligaties en schuldeiser zijn bij  creditcardleningen, autoleningen of hypothecaire leningen. Wanneer hierin sprake is van een dynamisch portfolio, spreekt men van een collateralized debt obligation (CDO). Het betreft hier in de meeste gevallen (obligatie)vorderingen op bedrijven. Vaak worden investeringsbeslissingen met betrekking tot dit portfolio uitbesteed aan een investment manager of -advisor. Ook het zogenaamde servicing (bedienen) van de vorderingen wordt in principe uitbesteed.

## Historie
In het afgelopen decennium heeft de handel in vorderingen op dubieuze debiteuren een grote vlucht genomen, wat nog versterkt is door de aanzwellende kredietcrisis van 2007 en 2008. De verkopers zijn in veel gevallen telecommunicatieondernemingen, creditcardmaatschappijen, leasemaatschappijen, postorderbedrijven en detailhandelaren. In China heeft de Chinese overheid vier inningsmaatschappijen in het leven geroepen die non-performing loans van de grote Chinese banken moeten kopen en innen.
Aan de andere kant heeft de kredietcrisis ook gezorgd voor een waardedaling van bestaande schulden, bijvoorbeeld subprime hypotheken, maar ook vorderingen op de niet-financiële sector. Dit heeft enerzijds geleid tot events of defaults en verliezen bij securitisatietransacties, maar anderzijds ook tot 'koopjesjagers' die hoog-kwalitatieve vorderingen beneden de nominale waarde kopen om ze nominaal te innen.
In Nederland heeft de handel in vorderingen recentelijk een grote vlucht genomen door het vervallen van de mededelingseis bij cessie. Waar vroeger een cessie pas geldig was na mededeling aan de debiteur, hoeft mededeling nu pas bij inning te geschieden. Deze wijziging was ingegeven om securitisatie te vergemakkelijken.
In Amerika is er een ideële organisatie met de naam Rolling Jubilee, afkomstig is uit de Occupybeweging, die persoonlijke schulden opkoopt en ze daarna kwijtscheldt.

## Kritiek
Op het handelen in vorderingen is veel kritiek, met name wanneer het gaat om kleinere vorderingen op particulieren. Veelal betreft het de volgende punten:
- De aangesproken persoon is niet de debiteur;
- De vordering is verjaard;
- De vordering is reeds volledig afbetaald;
- De vordering is in het verleden met succes betwist en de aangesprokene wordt nogmaals met een onterechte vordering geconfronteerd;
- Onterechte vermelding op een zwarte lijst of onterechte verlaging van de kredietscore ten gevolge van activiteiten van handelaren in vorderingen;
- Agressieve inningsmethoden en oneigenlijke dreigementen.

Deze kritiekpunten zijn terug te voeren op het feit dat er geen enkel vereiste is om handelaar in vorderingen te worden. Daarbij koopt de handelaar grote portefeuilles (waarbij iedere vordering enkele tot tientallen documenten kan omvatten) en gaat hij daarbij zelden de terechtheid van de vordering na.